# Per-Håkans
Per-Håkans även kända som PHs är ett svenskt dansband från Uppsala som bildades 2011. Bandet grundades av Per-Håkan Helen som tidigare var med och grundade Sannex. Från början var det ett deltidsprojekt, men snart övergick bandet till att spela på heltid. 2014 blev bandet nominerade till Manifestgalan med albumet "Full fart framåt" på Nalen i Stockholm
Deras första albumet "Kärleken ger vingar" släpptes 2011. 2017 släppte de singeln "Kan Irving så kan jag" tillsammans med Tony Irving och till Dansbandsveckan tillsammans med Voize låten "The Malung Sång".

## Diskografi

### Album
- 2011 - "Kärleken ger vingar"
- 2013 - "Full fart framåt"
- 2015 - "Nya Äventyr"
- 2016 - "Live på Ålands hav"
- 2017 - "Jag vill med dej"
- 2019 - "Skyll dig själv"
- 2022 - "Inget kan stoppa oss"

### Fotnoter
1. ↑  https://markuz.se/per-hakans-blir-phs
2. ↑  https://www.nojeskallan.se/band-n-oe.html
3. ↑  https://fyrispark.se/evenemang/per-hakans/
4. ↑  ”Nominerade 2014”. Manifestgalan. http://manifestgalan.se/om-manifest/arkiv/manifest-14/nominerade-2014/. Läst 30 september 2014.
5. ↑  https://smdb.kb.se/catalog/id/003538894
6. ↑  https://music.apple.com/us/album/kan-irving-s%C3%A5-kan-jag-single/1230335858
7. ↑  https://music.apple.com/gb/album/the-malung-s%C3%A5ng-feat-voize-single/1273373671